# Dok Leipzig
O Festival Internacional de Documentário e Animação de Leipzig (em alemão:  Internationales Leipziger Festival für Dokumentar- und Animationsfilm), também conhecido como Dok Leipzig, é um festival de cinema da Alemanha, criado em 1955. Realizado todos os anos, no final de outubro, em Leipzig, é considerado como o mais antigo do seu país dedicado a  documentários e filmes de animação.